# Озёрное муниципальное образование

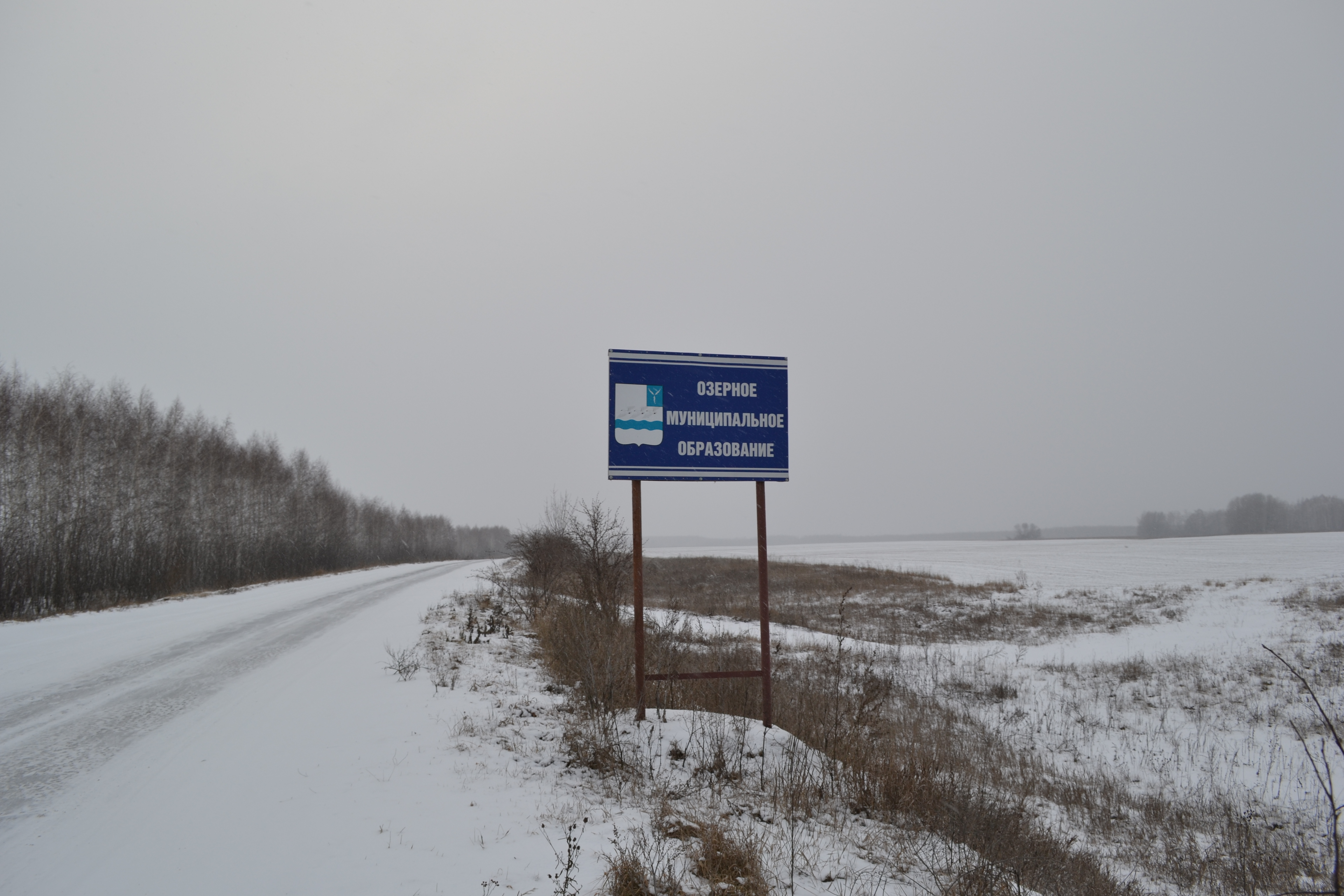
Озерное МО

Озёрное муниципальное образование — сельское поселение в Аткарском районе Саратовской области Российской Федерации.
Административный центр — село Озёрное.

## География
Площадь муниципального образования около 400 кв.км. 

## История
Статус и границы сельского поселения установлены Законом Саратовской области от 27 декабря 2004 года № 99-ЗСО «О муниципальных образованиях, входящих в состав Аткарского муниципального района».
Законом Саратовской области от 24 апреля 2013 года № 64−ЗСО Озёрное и Приреченское муниципальные образования преобразованы путём их объединения во вновь образованное муниципальное образование «Озёрное муниципальное образование Аткарского муниципального района Саратовской области», наделённое статусом сельского поселения.

## Население
| 2010  | 2011  | 2012  | 2013  | 2014  | 2015  | 2016  |
| ----- | ----- | ----- | ----- | ----- | ----- | ----- |
| 1638  | ↘1634 | ↘1580 | ↘1536 | ↗2251 | ↘2238 | ↘2221 |
| 2017  | 2018  | 2019  | 2020  | 2021  |       |       |
| ↘2200 | ↗2203 | ↘2157 | ↘2098 | ↗2215 |       |       |

## Состав сельского поселения
| № | Населённый пункт | Тип населённого пункта       | Население |
| - | ---------------- | ---------------------------- | --------- |
| 1 | Лопуховка        | село                         | ↘53       |
| 2 | Малая Осиновка   | село                         | ↘301      |
| 3 | Новая Осиновка   | село                         | 76        |
| 4 | Озёрное          | село, административный центр | ↘1585     |
| 5 | Приречное        | село                         | ↘490      |